# Wufeng (57-54 av. J.-C.)
Pour les articles homonymes, voir Wufeng.
L'ère Wufeng, ou Wu-fong (57 - 54 av. J.-C.) (chinois simplifié : 五凤 ; chinois traditionnel : 五鳳 ; pinyin : Wǔfèng ; litt. « cinq phœnix ») est la cinquième ère chinoise de l'empereur Xuandi de la dynastie Han.

## Chronique

### 2eannée(56av. J.-C.)
- Les trois chanyu survivants de la guerre civile des Xiongnu, Hu Hanxie, Runzhen (zh) et Zhizhi font la paix avec les Han et l'empereur Xuandi diminue en conséquence les défenses aux frontières.

### 4eannée(54av. J.-C.)
- Le chanyu Runzhen est battu et tué par le chanyu Zhizhi.

| Wufeng                 | 1re année    | 2e année     | 3e année     | 4e année     |
| ---------------------- | ------------ | ------------ | ------------ | ------------ |
| Calendrier julien      | 57 av. J.-C. | 56 av. J.-C. | 55 av. J.-C. | 54 av. J.-C. |
| Calendrier sexagésimal | Jiazi        | Yichou       | Bingyin      | Dingmao      |